# Stedumia
Stedumia es un género de foraminífero bentónico de la familia Conorboididae, de la superfamilia Conorboidoidea, del suborden Robertinina y del orden Robertinida. Su especie tipo es Stedumia lindertensis. Su rango cronoestratigráfico abarca desde el Aptiense superior hasta el Albiense inferior (Cretácico inferior).

## Clasificación
Stedumia incluye a la siguiente especie:
- Stedumia lindertensis †